# 长淮街道
长淮街道，是中华人民共和国安徽省合肥市瑶海区下辖的一个乡镇级行政单位。

## 行政区划
长淮街道下辖以下地区：
长淮社区、胜利社区、临泉中路社区、火车站广场社区、红星村社区、元一社区和长春社区。